# PowerBook Duo 250
Le PowerBook Duo 250 est un ordinateur Apple sorti en 1994. Il ajoutait un écran à matrice active (toujours en niveaux de gris) au PowerBook Duo 230. Il utilisait aussi une batterie NiMH plus endurante (environ 2 h 30 min d'autonomie) et un disque dur plus gros (200 Mo, ce qui était beaucoup pour un portable, surtout de cette taille). Ce fut le premier PowerBook Duo à bien se vendre.

## Caractéristiques
- processeur : Motorola 68030 24/32 bit cadencé à 33 MHz
- bus système 32 bit à 33 MHz
- mémoire cache : 512 octets de niveau 1
- mémoire morte : 1 Mio
- mémoire vive : 4 Mio extensible à 24 Mio
- écran LCD 9,1" à matrice active
- résolutions supportées :
  - 640 x 400 en 4 bit (niveaux de gris)
- disque dur SCSI de 200 Mo
- modem interne en option
- slots d'extension :
  - 1 connecteur mémoire spécifique (Duo) de type DRAM (vitesse minimale : 70 ns)
  - connecteur 152 broches PDS pour le dock
- connectique :
  - 1 port série (Mini Din-8)
- batterie NiMH Type II lui assurant 2h30 d'autonomie
- dimensions : 3,6 × 27,7 × 21,6 cm
- poids : 1,9 kg
- consommation : 25 W
- systèmes supportés : Système 7.1 à 7.6.1